# Пам'ятник Леніну (Запоріжжя)
Пам'ятник Леніну — пам'ятник Володимиру Леніну у Запоріжжі, що був встановлений 6 листопада 1964 року на площі біля Дніпровської ГЕС. Скульптори — М. Г. Лисенко, Н. М. Суходолов, архітектори — Б. І. Приймак, В. Ладний.

## Історія
Знаходився на сучасній Запорізькій площі у Дніпровському районі (до 20 лютого 2016 року — площа Леніна у Ленінському районі).
Пам'ятник числився у реєстрі пам'яток монументального мистецтва місцевого значення до осені 2015 року.
На початку жовтня 2014 року пам'ятник одягли у вишиванку з банерної тканини. Ініціатором цього виступив громадський діяч і журналіст Юрій Гудименко, який хотів у такий спосіб зробити «щеплення патріотизмом» Леніну, і вберегти його від ленінопаду.

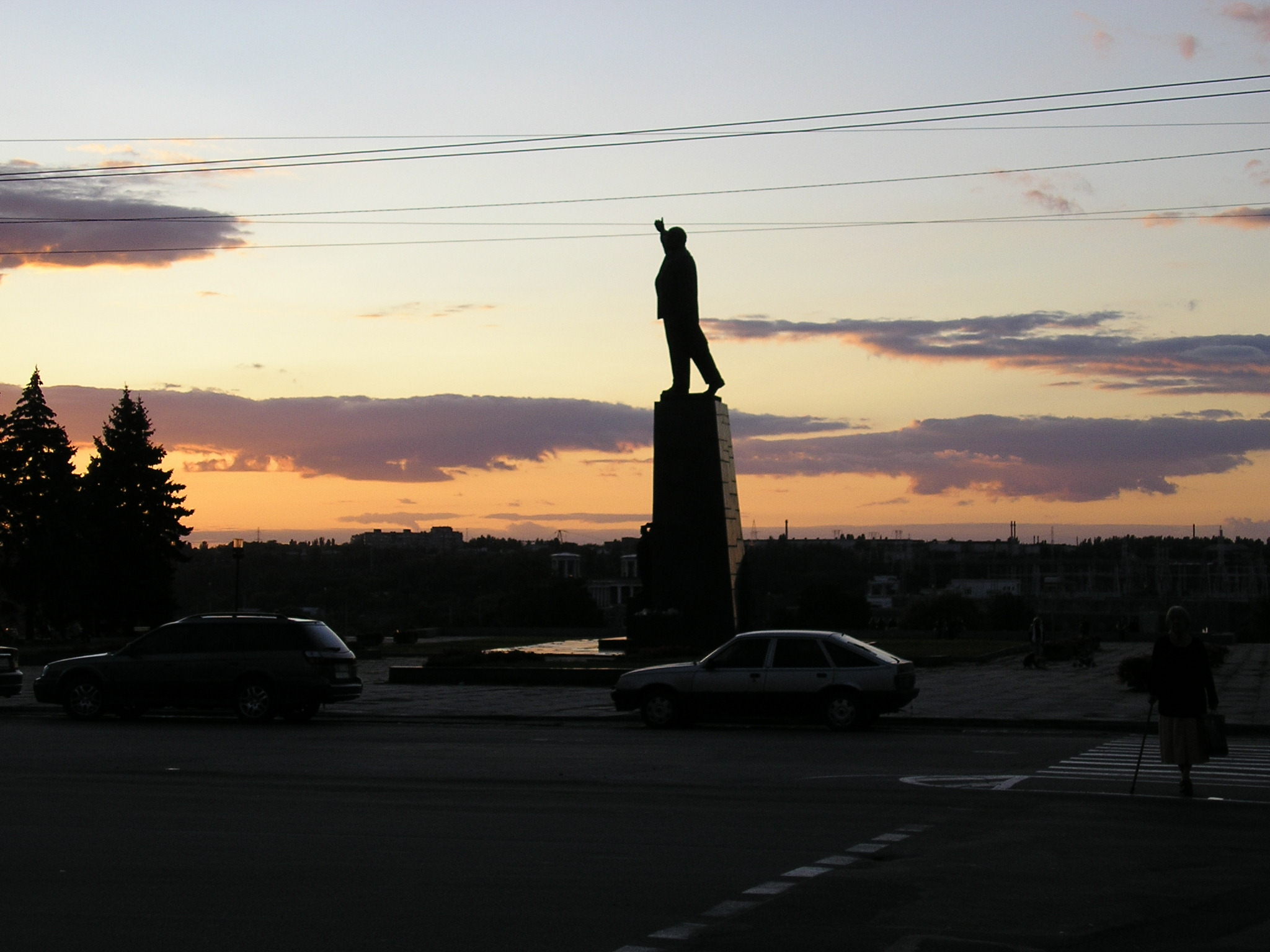
Пам'ятник Леніну (2006)
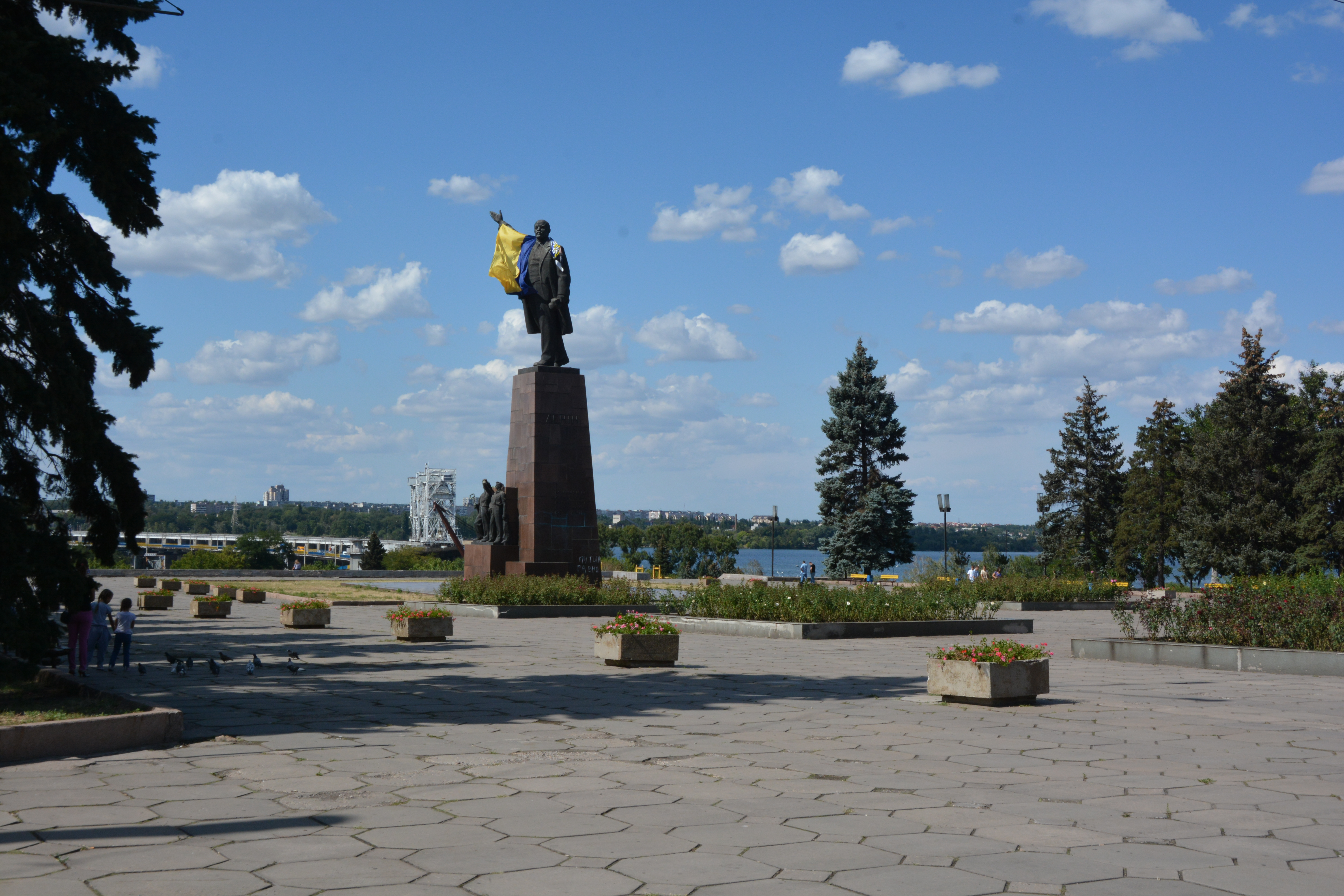
Пам'ятник Леніну (30 серпня 2014)

7 вересня 2015 року на знак підтримки національної збірної України з футболу у відбіркових матчах до ЄВРО-2016 фанати вдягли на пам'ятник Леніну футбольну форму у кольорах національної збірної України. У руці скульптури закріпили шалик із символікою. Організатори акції пояснили сенс одягання Леніна в синьо-жовті кольори тим, що «12-й номер на футболці — це номер вболівальників і таким чином сподівалися об'єднати довкола підтримки збірної України людей різного віку та різних поглядів».
На виконання Закону України про декомунізацію Запорізька міська рада 19 лютого 2016 року ухвалила рішення про демонтаж пам'ятника, відповідно з яким повинен був демонтований впродовж місяця з дати ухвалення рішення.
З підписанням в Україні «Закону про декомунізацію» в Запоріжжі задумалися, чим можна замінити найбільший в місті пам'ятник Леніну. Пропозиції надходили різні: від створення музею тоталітаризму просто неба і до установки місць розваги та торговельного центру. Запорізький активіст Костянтин Мамросенко запропонував перетворити колишню площу Леніна в парк-музей Солідарності — з однойменною назвою. За зразком європейських парків-музеїв: парк Грутас у Литві, парк Мементо у Будапешті, філії Національної художньої галереї Болгарії, музею соціалістичного мистецтва в Софії. За його словами, створення своєрідного музею радянської епохи не йшло у розріз із Законом про декомунізацію. Відомий український художник Олександр Ройтбурд запропонував пам'ятник Леніну не зносити, а поміняти йому голову …на оленя, слона або будь-якої іншої тварини. Олександр Ройтбурд тоді писав у соцмережах:
|  | Пропоную пам'ятник Леніну в Запоріжжі не зносити — у мене для нього і для інших пам'ятників радянським вождям є чимало креативних ідей. Недорого. |

Демонтаж пам'ятника Леніну все ж таки відбувся 17 березня 2016 року, о 13:15 за київським часом і тривав майже 30 годин. Пам'ятник зняли з постаменту за допомогою подвійної петлі троса крана, закріпленої на тулубі та шиї скульптури. Найбільше складнощів виникло під час спилювання арматури п'єдесталу монумента.
Наразі пам'ятник зберігається на території одного зі складів КП «Водоканал» у Хортицькому районі.

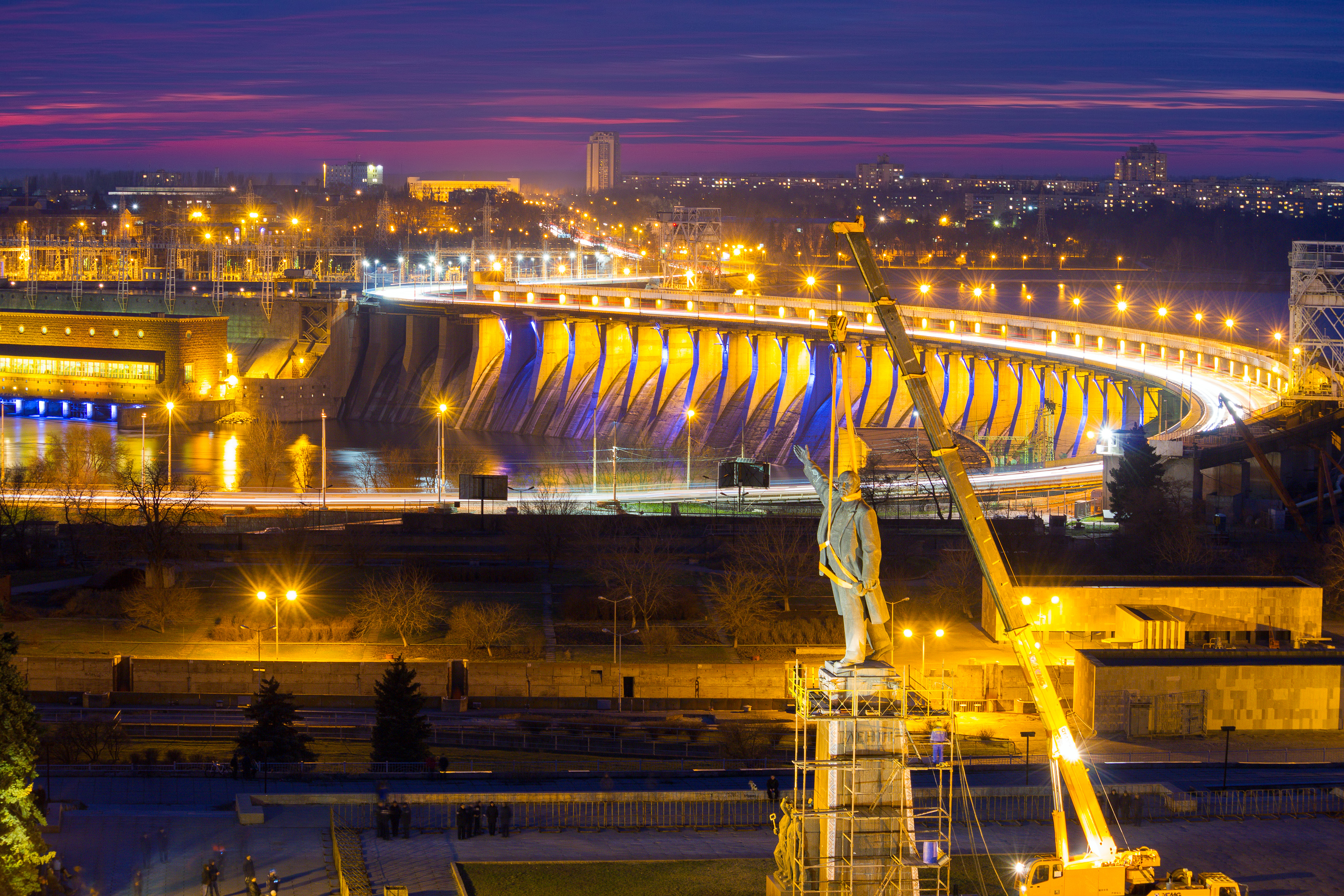
Останні миті на постаменті
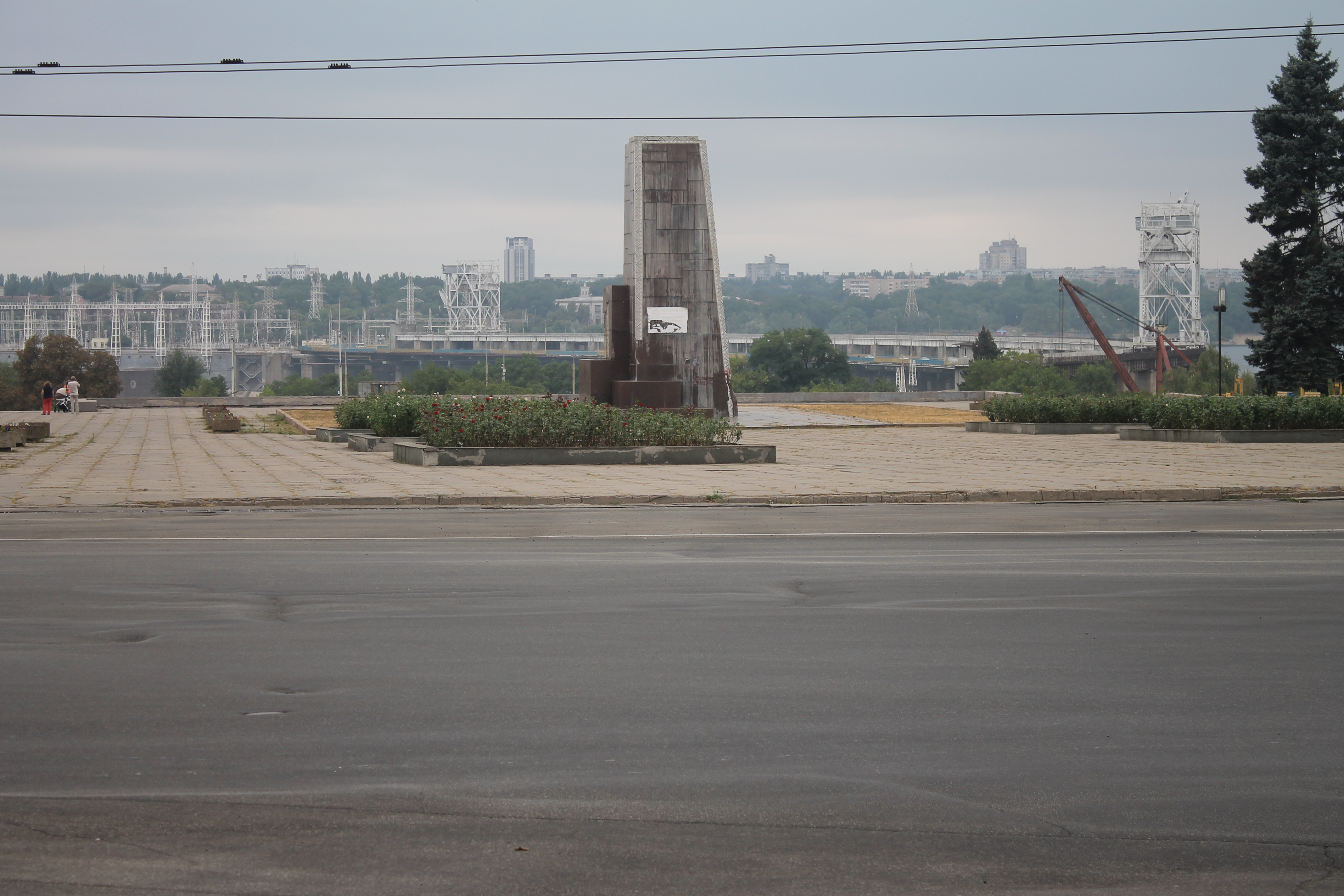
Постамент від пам'ятника Леніну (2016)

Після демонтажу пам'ятника Леніну запоріжці висунули чимало різних пропозицій щодо благоустрою Запорізької площі, серед яких створення місця розваг або торговельно-розважального центру.
4 червня 2024 року на сесії Запорізької міської ради ухвалено рішення про продаж пам'ятника Леніну (загальна вага скульптури складає 12 310 кг). Вартість монумента оцінений у 10-15 млн  гривень. наприкінці лютого 2025 року демонтовану бронзову скульптуру Леніна, разом з додатковими елементами — сталеваром, колгоспницею, будівельником та вченим, втретє було виставлено на аукціон, проте і цього разу продаж не відбувся. Стартова ціна лота з усіма елементами композиції становила 10 477 214,36 гривень. Через відсутність пропозицій аукціон було скасовано.